# إدوارد كينت جونيور
إدوارد كينت جونيور (بالإنجليزية: Edward Kent, Jr.)‏ هو محامي وقاضي أمريكي، ولد في 8 أغسطس 1862 في لين في الولايات المتحدة، وتوفي في 30 يوليو 1916.